# LOVE RAIN 〜恋の雨〜
「LOVE RAIN 〜恋の雨〜」（ラブ・レイン 〜こいのあめ〜）は久保田利伸の35枚目のシングル。2010年6月16日にSME Recordsから発売された。

## 概要
前作「Tomorrow Waltz」から5ヶ月ぶりのシングル。14年ぶりにオリコントップ3入りをした。
フジテレビ系月9ドラマ『月の恋人〜Moon Lovers〜』のために書き下ろされた。久保田は本作の歌詞について「ドラマの主人公と自分の心をダブらせて詞を書いてみました」と語っており、メロディーに関しても「サウンド、メロディーも恋愛の胸キュン感満載のものがお届けできたと思っています」とコメントしている。月9ドラマの主題歌担当は、1996年「LA・LA・LA LOVE SONG」以来14年ぶり。
本作を核に制作されたラブソング・アルバム『LOVE & RAIN 〜LOVE SONGS〜』が同年11月に発売された。
第一興商の通信カラオケDAMでは、本作のミュージック・ビデオを使った本人映像カラオケで歌唱できる。

## 収録曲
全曲作詞・作曲：久保田利伸／編曲：柿崎洋一郎
1. LOVE RAIN 〜恋の雨〜
2. Timeless Affection 〜Full version〜
3. LOVE RAIN 〜恋の雨〜（Instrumental）